# Vend népmesék
A Vend népmesék a vendeknek nevezett magyarországi szlovénok népmeséi. Legközelebbi rokonai a magyar népmesék. Vendül: párpovéjst.

## A vend népmesék eredete
A vendek nagyon zárt népcsoport volt Magyarországon. A 9. század vége óta elzártan éltek  krajnai és stájerföldi szlovénoktól, s a magyarokkal álltak szoros kapcsolatban. Ez a kultúrára is nagy hatással volt.
A magyarországi és szlovéniai népmesék legfőbb eltérése a Mátyás király mesékben van. Szlovénia népmeséiben (az országot annak idején Hunyadi Mátyás meghódította) gyakran szerepel Mátyás, míg a vendekében – akik közvetlen magyar uralom alatt éltek – nincs. Ennek okára ma sincs magyarázat. Az állatmesék is ritkák, nincsenek manók és víziemberek (povodni mož).

## A népmesék jellege
A tartalom és az elbeszélés módja a vend meséknek is magyar jellegű. Főbb szereplők itt királyok, elátkozott királyfiak és királyleányok, grófok, jóságos öregemberek, a kedveskedő állatok, táltosok és nem utolsósorban a kígyók. Ez utóbbi állat a szlovén népmesék jelképe.
Nagyon gyakori motívumok még az ördög. A gonosz boszorkány, vagy a szörnyű sárkány sem ritka. A legnépszerűbb mese a furfangos cigányról szóló mesék. Az egyikben egy nyúllal rászed két fiskálist (ügyvéd), míg a harmadik már elveszi tőle a nyulat, s végül ő húzza ki a csávából is, miután a két átvert ügyvéd perbe fogja. Az ügyvéd azt mondja, hogy minden kérdésre, amit neki feltesznek mondja azt, hogy „Krk!”, így bolondnak fogják tartani és elejtik a vádat. Ezért cserébe a cigány jóféle bükkfát ígért, hanem amikor a fiskális a fizetségét kéri, a cigány mindenre azt feleli, hogy „Krk!”.
A mesék közt vannak jó véget érők, s vannak tragikusak is. Beszélnek a beteges emberi irigységről, mint amikor az asszony gyönyörű újszülöttjét a disznók közé dobják, hogy tépjék szét, amiért az Isten nem nekik adott ilyen gyereket.
A magyar befejező formulát a „még ma is élnek ha meg nem haltak”, is teljesen átveszik, mely vendül így szól: „eštje gnesdén živétá, či stá nej mrlá”.
A mesés számok mint a 3, 7, 9 és 12, mint nemzetközi motívumok ugyanúgy megtalálhatók.

## A népmesék összegyűjtése
A vendek egy-egy nagyobb összejövetelen egymásközt, vagy otthon mesélték, tollfosztásokkor, tömegköpesztéskor, kocsmákban, vagy aratásokkor.
Az Apátistvánfalván élő, nyugalmazott általános iskolai tanár, a szintén szlovén Krajczár Károly gyűjtötte össze a 70-es években először a meséket, akkor még csak Apátistvánfalva és Kétvölgy (Permise, Ritkaháza) községek területén.
Az első kiadások közül egy vend nyelvjárásban, egy két nyelven, magyarul és irodalmi szlovén nyelven jelent meg 1990-ben, a Magyarországi Délszlávok Demokratikus Szövetsége kiadásában Rábementi szlovén népmesék (Slovenske pravljice iz Porabja) címmel. 1996-ban egy újabb kiadása jelent, meg ahol a régiek mellett, újonnan gyűjtött mesék is voltak olvashatók, de már csak irodalmi- és tájnyelven, mint Szép Vida és a Királyfi (Kraljič pa Lejpa Vida).

### Magyarországi szlovén mesemondók
- Doncsecz János, Apátistvánfalva
- Merkli Ferenc és Borovnyák Anna, Permise
- Tek Pista, Ritkaháza
- Oreovecz Károlyné szül. Bedi Anna, Apátistvánfalva